# Thamnocalamus
Thamnocalamus Munro, 1868 è un genere di piante angiosperme monocotiledoni appartenente alla famiglia Poaceae (sottofamiglia Bambusoideae).

## Etimologia
Il nome del genere deriva da due parole greche: thamno (= "arbusto", ma anche "folto") e calamus (= "canna" o "gambo") e fa riferimento al portamento di queste piante (folte e addensate). Il nome scientifico è stato definito dall'ufficiale inglese e botanico William Munro (1818–1880) nella pubblicazione Transactions of the Linnean Society of London , 26(1): 33, p. 157, del 1868.

## Descrizione

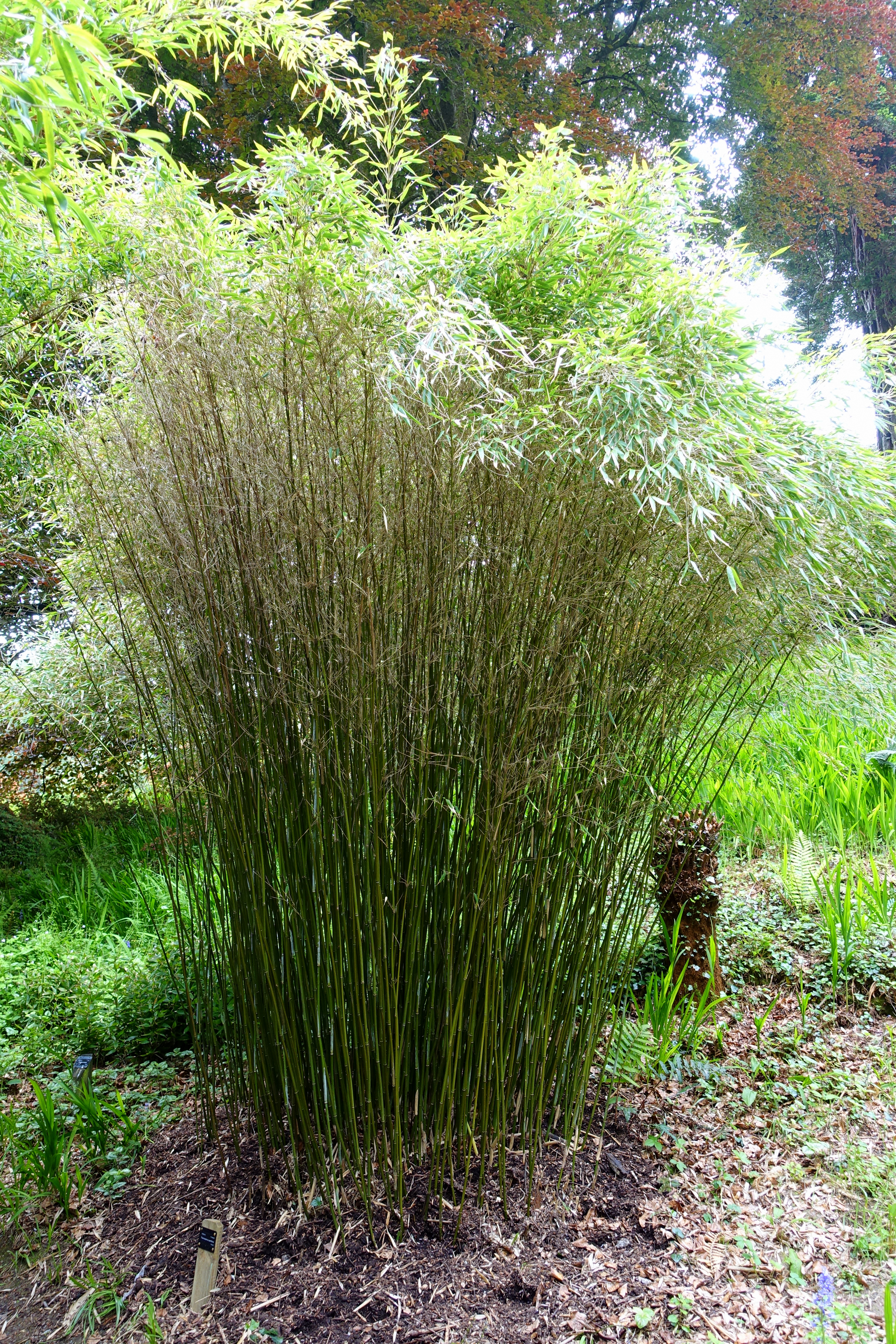
Il portamento
Thamnocalamus spathiflorus

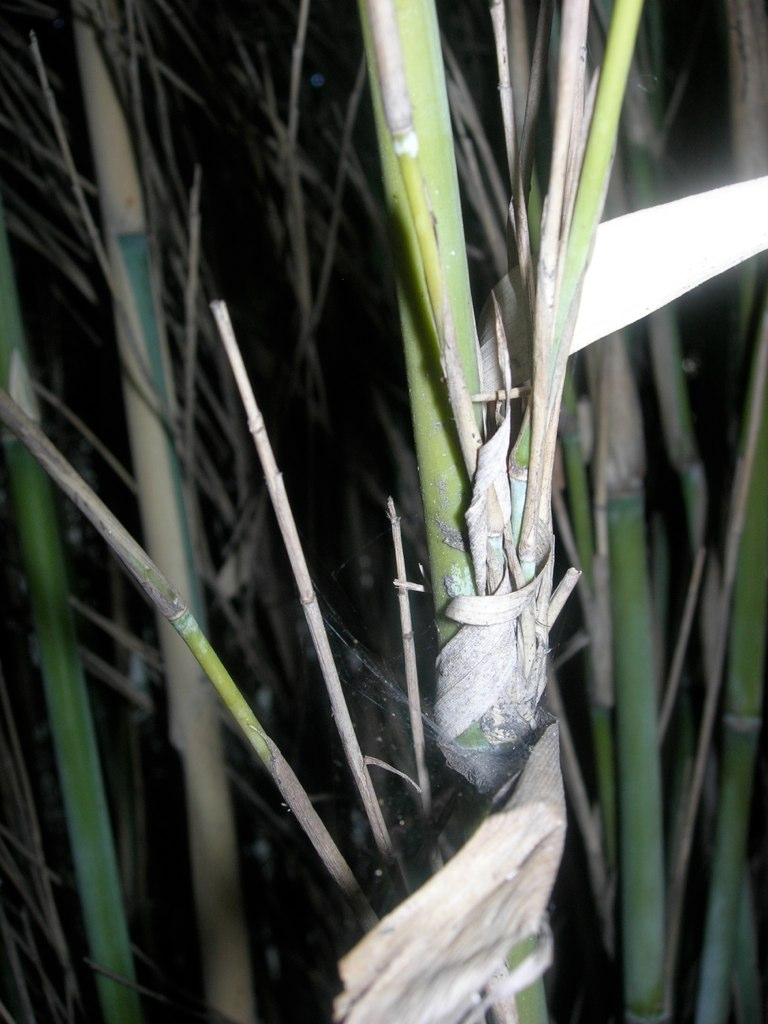
Il culmo con rami laterali
Thamnocalamus tessellatus

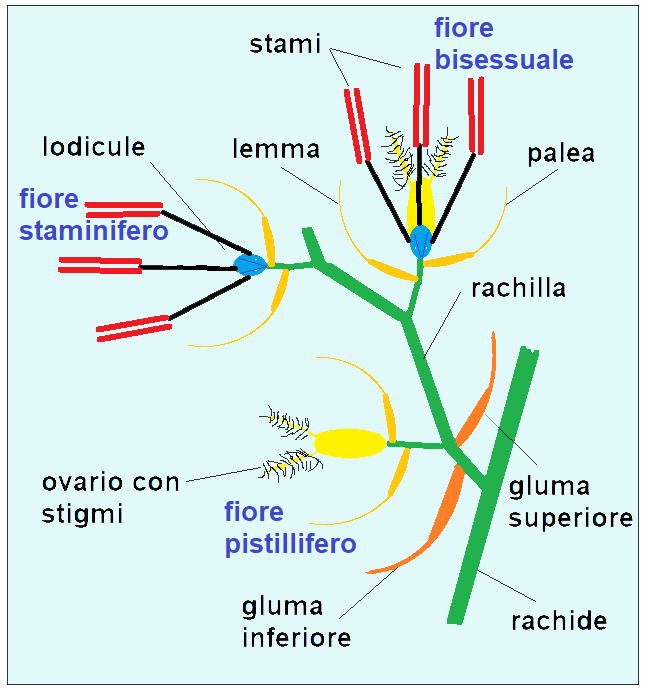
Spighetta generica con tre fiori diversi

### Portamento
Il portamento delle specie di questa sottotribù è arbustivo con culmi eretti o pendenti; in tutti i casi copiosamente addensati. Le radici in genere sono del tipo fascicolato derivate da rizomi corti e ingrossati (pachimorfi). Gli internodi sono affusolati, glabri, lisci e vuoti; i nodi sono prominenti (gonfiati). I rami per nodo sono 5 con alcuni più grandi degli altri; i ramoscelli sono lunghi e pendenti. Lunghezza massima dei culmi 7 metri.

### Foglie
Le foglie lungo il culmo sono alterne e distiche e si originano dai vari nodi. Sono composte da una guaina, una ligula e una lamina. 
- Foglie del culmo: le guaine sono decidue (o eventualmente persistenti), fimbriate, prive di padiglioni auricolari, più corte degli internodi. Le ligule sono cigliate. Il contorno della lamina varia da triangolare a lanceolato. Le venature sono parallelinervie.
- Foglie del fogliame: le guaine sono prive di padiglioni auricolari; il contorno della lamina varia da lineare a lanceolato. La consistenza è erbacea o cartacea; i margini sono cartilaginei. Le venature sono parallelinervie (quelle trasversali sono visibili e distinte).

### Infiorescenza
- Infiorescenza principale (sinfiorescenza o semplicemente spiga): le infiorescenze sono per lo più ramificate ed hanno la forma di una pannocchia racemosa parzialmente condensata. I rami basali sono bratteati.
- Infiorescenza secondaria (o spighetta): le spighette, brevemente pedicellate, sono formate da uno o più fiori sottesi da due brattee chiamate glume (inferiore e superiore). Sono inoltre robuste, oblunghe o ovate e compresse lateralmente; possono terminare all'apice con un fiore ridotto o sterile. Alla base di ogni fiore sono presenti due brattee: la palea e il lemma.
  - Le glume: le glume normalmente sono 2 persistenti; sono più corte della spighetta. Quella superiore ha delle forme lanceolate; quella inferiore è acuminata. In genere le glume hanno consistenza cartacea, non sono carenate ed hanno da 5 a 9 venature longitudinali.
  - I lemmi: i lemmi hanno diverse venature, lungamente mucronate o con brevi punte; non sono carenati, hanno una consistenza cartacee e si presentano con 13 vene longitudinali più alcune trasversali.
  - Le palee: le palee di solito sono più piccole dei lemmi; hanno due carene, apici ottusi e diverse venature longitudinali.
- I fiori fertili sono attinomorfi formati da 3 verticilli: perianzio ridotto, androceo  e gineceo.

- Formula fiorale:

- , P 2, A (1-)3(-6), G (2–3) supero, cariosside.

- Il perianzio è ridotto e formato da tre lodicule, delle squame, poco visibili (forse relitto di un verticillo di 3 sepali). Le lodicule sono trasparenti.
- L'androceo è composto da 3 stami, sporgenti, ognuno con un breve filamento libero, una antera e due teche. Le antere sono basifisse con deiscenza laterale. Il polline è monoporato.
- Il gineceo è composto da 3-(2) carpelli connati formanti un ovario supero. L'ovario, glabro, ha un solo loculo con un solo ovulo subapicale (o quasi basale). L'ovulo è anfitropo e semianatropo e tenuinucellato o crassinucellato. Lo stilo, è unico con tre stigmi papillosi.

### Frutti
I frutti sono del tipo cariosside, ossia sono dei piccoli chicchi indeiscenti, ovoidali o subglobosi, nei quali il pericarpo è formato da una sottile parete che circonda il singolo seme. In particolare il pericarpo è fuso al seme ed è aderente. L'endocarpo non è indurito e l'ilo è lungo e lineare. L'embrione è provvisto di epiblasto. I margini embrionali della foglia si sovrappongono. La fessura scutellare è assente.

## Biologia
In generale nelle erbe delle Poaceae la fecondazione avviene fondamentalmente tramite l'impollinazione dei fiori per via  anemogama. Gli stigmi piumosi sono una caratteristica importante per catturare meglio il polline aereo.
I semi cadendo a terra, dopo aver eventualmente percorso alcuni metri a causa del vento (dispersione anemocora) sono dispersi soprattutto da insetti tipo formiche (mirmecoria).

## Distribuzione e habitat
Le specie di questo genere sono distribuite in Himalaya, Nepal, Tibet.

## Tassonomia
La famiglia delle Poacee comprende circa 800 generi e oltre 9.000 specie. È una delle famiglie più numerose e più importanti del gruppo delle monocotiledoni. La famiglia è suddivisa in 12 sottofamiglie, il genere Thamnocalamus fa parte della sottofamiglia Bambusoideae (tribù Arundinarieae, sottotribù Thamnocalaminae).
Il genere comprende le seguenti specie:
- Thamnocalamus arunachalensis H.B.Naithani
- Thamnocalamus chigar (Stapleton) Stapleton
- Thamnocalamus crassinodus (T.P.Yi) Demoly
- Thamnocalamus spathiflorus (Trin.) Munro